# Port of Miami
Port of Miami är rapparen Rick Ross debutalbum. Albumet släpptes den 6 augusti 2006. Den första singeln från albumet blev låten Hustlin.

## Låtlista
| Nr  | Titel                                                                    | Längd |
| --- | ------------------------------------------------------------------------ | ----- |
| 1.  | "Intro"                                                                  | 0:23  |
| 2.  | "Push It" (med Paul Engemann) (Producerad av J. R. Rotem)                | 3:28  |
| 3.  | "Blow" (med Dre) (Producerad av Cool and Dre)                            | 4:10  |
| 4.  | "Hustlin'" (Producerad av The Runners)                                   | 4:14  |
| 5.  | "Cross That Line" (med Akon) (Producerad av Akon)                        | 4:33  |
| 6.  | "I'm Bad"                                                                | 3:53  |
| 7.  | "Boss" (med Dre) (Producerad av Cool and Dre)                            | 4:40  |
| 8.  | "For Da Low" (Producerad av Jazze Pha)                                   | 4:20  |
| 9.  | "Where My Money (I Need That)" (Producerad av The Runners)               | 4:31  |
| 10. | "Get Away" (med Mario Winans) (Producerad av Mario Winans)               | 4:06  |
| 11. | "Hit U From The Back" (med Rodney) (Producerad av The Runners)           | 5:05  |
| 12. | "White House" (Producerad av DJ Toomp)                                   | 4:00  |
| 13. | "Pots And Pans" (med J Rock) (Producerad av J Rock)                      | 4:35  |
| 14. | "It's My Time" (med Lyfe Jennings) (Producerad av The Runners)           | 4:15  |
| 15. | "Street Life" (med Lloyd) (Producerad av Big Reese)                      | 4:07  |
| 16. | "Hustlin' (Remix)" (med Jay-Z & Young Jeezy) (Producerad av The Runners) | 4:44  |
| 17. | "It Ain't A Problem" (med Carol City Cartel) (Producerad av J. Venom)    | 3:47  |
| 18. | "I'm A G" (med Lil Wayne & Brisco) (Producerad av DJ Khaled)             | 4:15  |
| 19. | "Prayer" (Producerad av J Rock)                                          | 4:06  |